# José de Hidalgo Tablada
José de Hidalgo Tablada (Montauban, 1814-1890) fue un militar, agrónomo, escritor y periodista español.

## Biografía
Nació en la localidad francesa de Montauban, y, tras seguir la carrera militar de su padre y desempeñarse también como funcionario público, fue autor de numerosas obras sobre agricultura, algunas de ellas premiadas por la Real Academia de Ciencias. Se cuentan, entre otras muchas, Manual práctico de la construcción de los instrumentos y máquinas aratorias, carros, prensas y cuanto concierne a la agricultura en general (1851), Curso de economía rural española (1864), Tratado de los prados naturales y artificiales y su mejora en España (1872), Tratado de las abejas (1875), Tratado de administración y contabilidad rural arreglado a las condiciones de la labranza española (en dos volúmenes, 1875) y Tratado del cultivo del olivo en España y modo de mejorarlo (1899). Junto a Manuel Prieto y Prieto y a Miguel López Martínez, editó el Diccionario enciclopédico de agricultura y ganadería e industrias rurales (1885-1889). Fue director de El Agrónomo, La España Agrícola (1862-1867) y Los Vinos y los Aceites (1890). Falleció alrededor de 1890.